# غير معرف (رياضيات)
في الرياضيات مصطلح غير معرف يحوي عدة معانٍ مختلفة، يعتمد ذلك على السياق
- في الهندسة الرياضية، تؤخذ كلمات بسيطة كـ«نقطة» و «خط»  للمصطلحات غير المعرفة
- في الحساب، يطلق على بعض العمليات الحسابية بـ«غير معرفة»، كعملية القسمة على صفر وصفر لقوى الصفر.[1]
- في الجبر، يُقال عن الدالة غير معرفة عندما يحتوي مجال الدالة على نقاط لا تنتمي له—على سبيل المثال في مجموعة الأعداد الحقيقية،  {\displaystyle f(x)={\sqrt {x}}} هذه الدالة غير معرفة لقيم {\displaystyle x} السالبة.